# Paraboea nutans
Paraboea nutans är en tvåhjärtbladig växtart som beskrevs av Ding Fang och D.H. Qin. Paraboea nutans ingår i släktet Paraboea och familjen Gesneriaceae. Inga underarter finns listade i Catalogue of Life.